# NGC 4697
NGC 4697 (również PGC 43276 lub UGCA 300) – galaktyka eliptyczna (E6), znajdująca się w gwiazdozbiorze Panny. Została odkryta 24 kwietnia 1784 roku przez Williama Herschela.
Galaktyka ta należy do Gromady galaktyk w Pannie. Ze względu na swoje olbrzymie rozmiary wpływa grawitacyjnie na kształt pobliskiej galaktyki spiralnej NGC 4731.